# PBG (Unternehmen)
PBG S.A. ist ein polnisches Unternehmen mit Sitz in Wysogotowo bei Posen. Das Unternehmen ist in der Baubranche tätig und spezialisiert sich auf die Planung, Bau und Reparatur von Pipelines und Ausrüstungen für den Transport von Öl, Erdgas, Wasser und Abwasser sowie Infrastruktur für Heiz- und Kraftstofflageranlagen. Seit Juli 2004 ist das Unternehmen an der Warschauer Wertpapierbörse notiert.

## Geschichte
Am 26. Januar 1994 wurde das Unternehmen gegründet. Das Unternehmen war vom 15. Juni 2007 bis zum 12. März 2012 im Aktienindex WIG 20 gelistet.
Die Unternehmensgruppe PBG umfasst daneben Tochtergesellschaften wie Aprivia S.A., Kwg S.A. und PBG Avatia Sp. z o.o. und ist in verschiedenen Bereichen wie dem industriellen, Wohnungs-, Infrastruktur- und Straßenbau tätig.
Das Unternehmen spielte eine große Rolle bei den Vorbereitungen für die Europameisterschaften 2012, da es drei der vier polnischen Arenen baute, die für die Meisterschaften genutzt wurden. Dies umfasst die PGE Arena in Gdańsk und das Nationalstadion in Warschau, die 2011 fertiggestellt wurden, sowie das Stadtstadion in Poznań, das ein Jahr zuvor fertiggestellt wurde.